# Aerhotel
Aerhotel - Società per lo Sviluppo di Attività Alberghiere S.p.A. era una azienda italiana che operava nel settore turistico/alberghiero.

## Storia
Aerhotel nacque il 23 marzo 1960 con 120 milioni di lire di capitale sociale suddiviso pariteticamente tra Alitalia, SME e Compagnia Italiana Grandi Alberghi, per gestire alberghi di lusso (per un minimo di 2500 camere) in funzione del traffico aereo nelle città italiane a maggiore vocazione turistica come Roma, Venezia, Firenze.
Negli anni ottanta venne ceduta a Starwood Hotels & Resorts Worldwide Inc., società statunitense con sede a Stamford, nel Connecticut, che possedeva, gestiva, concedeva in franchising hotel, resort, spa, residenze e proprietà di proprietà per le vacanze. Aveva 1.297 proprietà per un totale di 370.000 camere d'albergo in circa 100 paesi con una decina di marchi. Venne a sua volta acquisita da Marriott International nel 2016.